# Gobierno del Estado de Tabasco

Escudo de armas del Estado de Tabasco

El Gobierno del Estado de Tabasco es el conjunto de instituciones políticas y administrativas que rigen el Poder Público del estado mexicano de Tabasco, conforme a lo establecido en la Constitución Política de los Estados Unidos Mexicanos, la Constitución Política del Estado de Tabasco, y por las demás disposiciones legales aplicables emitidas por el Congreso de la Unión y el Congreso del Estado de Tabasco.
Tabasco es una de las 32 entidades federativas de México, es autónomo en cuanto a su régimen interior, para el cual adopta la forma de gobierno republicana, representativa y popular, teniendo como base de su organización política y administrativa al municipio libre.

## Forma de gobierno
El Poder Público del estado se divide en Legislativo, Ejecutivo y Judicial. No puede reunirse dos o más Poderes en una sola persona o corporación, ni depositarse el Legislativo en un solo individuo, de conformidad con lo dispuesto en el artículo 116 de la Constitución Política de los Estados Unidos Mexicanos.

El poder público de los estados se dividirá, para su ejercicio, en Ejecutivo, Legislativo y Judicial, y no podrán reunirse dos o más de estos poderes en una sola persona o corporación, ni depositarse el legislativo
en un solo individuo.
Artículo 116. Constitución Política de los Estados Unidos Mexicano

De acuerdo con la Constitución Política del Estado de Tabasco, el ejercicio del poder público se deposita en:
- El Congreso del Estado de Tabasco, que ejerce el Poder Legislativo.
- El Gobernador del Estado de Tabasco, que ejerce el Poder Ejecutivo.
- El Tribunal Superior de Justicia del Estado de Tabasco, que ejerce el Poder Judicial.

### Poder Legislativo
El Poder Legislativo se deposita en un Congreso unicameral integrado por la Cámara de Diputados. El Congreso se compone actualmente por 35 diputados; 21 electos por el principio de mayoría relativa y 14 por el principio de representación proporcional. Durante su gestión el Congreso constituye una Legislatura. 
Está previsto que a partir del 5 de septiembre de 2024 el Congreso sea reducido para componerse por 29 diputados electos cada tres años; 21 por el principio de mayoría relativa y 8 por el principio de representación proporcional.
La duración de cada legislatura es de tres años con opción a una reelección inmediata, siempre y cuando se represente al partido o coalición que postuló originalmente al Diputado. Por cada Diputado titular se elige un suplente; siendo este quien suplirá las ausencias temporales o definitivas del propietario.

### Poder Ejecutivo
El Gobernador del Estado de Tabasco es el titular del poder ejecutivo de la entidad y la cabeza de la administración pública local. Es elegido mediante voto directo y universal. Una vez electo, entra en funciones el 1 de octubre del año de la elección. Su cargo dura un periodo de 6 años, sin posibilidad de reelección, ni siquiera en el caso de haberlo desempeñado como interino, provisional o sustituto.
Según la Ley Orgánica del Poder Ejecutivo del Estado de Tabasco, la administración pública de Tabasco es:
- centralizada, integrada por:
  - Gubernatura del Estado,
  - las secretarías del ramo y
  - la Coordinación General de Asuntos Jurídicos.
- paraestatal, integrada por:
  - organismos públicos descentralizados,
  - órganos Desconcentrados,
  - empresas de participación estatal y
  - fideicomisos públicos.

### Poder Judicial
El Poder Judicial del Estado de Tabasco se deposita en el Tribunal Superior de Justicia, en los tribunales y juzgados, los cuales administran justicia expedita y gratuita, de manera independiente e imparcial.
El Poder Judicial cuenta además con un Consejo de la Judicatura y un Centro de Justicia Alternativa, con las atribuciones que señala la Constitución local y la Ley Orgánica del Poder Judicial del Estado de Tabasco.

## Municipios
El Estado de Tabasco se integra de 17 municipios:  
1. Balancán, con cabecera en Balancán de Domínguez.
2. Cárdenas, con cabecera en Heroica Cárdenas.
3. Centla, con cabecera en Frontera.
4. Centro, con cabecera en Villahermosa, que además es la capital del estado.
5. Comalcalco, con cabecera en Comalcalco.
6. Cunduacán, con cabecera en Cunduacán.
7. Emiliano Zapata, con cabecera en Emiliano Zapata.
8. Huimanguillo, con cabecera en Huimanguillo.
9. Jalapa, con cabecera en Jalapa.
10. Jalpa de Méndez, con cabecera en Jalpa de Méndez.
11. Jonuta, con cabecera en Jonuta.
12. Macuspana, con cabecera en Macuspana.
13. Nacajuca, con cabecera en Nacajuca.
14. Paraíso, con cabecera en Paraíso.
15. Tacotalpa, con cabecera en Tacotalpa.
16. Teapa, con cabecera en Teapa
17. Tenosique, con cabecera en Tenosique de Pino Suárez.

De acuerdo a la Ley Orgánica de los Municipios del Estado de Tabasco para su gobierno interior los municipios dividen su territorio en Delegaciones; éstas en Subdelegaciones; éstas en Sectores; y éstos en Secciones.  
Cada municipio es gobernado por un Ayuntamiento, de elección popular directa. Cada Ayuntamiento está integrado por un Presidente Municipal, un Síndico de Hacienda y un número de Regidurías determinado por la ley electoral.

## Órganos autónomos
Los órganos autónomos del estado de Tabasco son de carácter especializado, tienen personalidad jurídica y patrimonios propios, con plena autonomía técnica y de gestión, capacidad para decidir sobre el ejercicio de su presupuesto y para determinar su organización interna.
De acuerdo con la Constitución Política del Estado de Tabasco, los órganos autónomos del Estado son:
- Comisión Estatal de los Derechos Humanos
- Fiscalía General del Estado de Tabasco
- Instituto Electoral y de Participación Ciudadana de Tabasco
- Instituto Tabasqueño de Transparencia y Acceso a la Información Pública
- Tribunal de Justicia Administrativa
- Tribunal Electoral de Tabasco